# Asterina quarta
Asterina quarta är en svampart som beskrevs av Racib. 1913. Asterina quarta ingår i släktet Asterina och familjen Asterinaceae.   Inga underarter finns listade i Catalogue of Life.